# 江岸区
江岸区是中国湖北省武汉市所辖的一个市辖区。江岸区位于长江西岸，武汉三镇汉口一方的东部，是武汉市历史上唯一存在过租界的城区。该区东濒长江与武昌区、青山区和洪山区隔长江相望，东北邻黄陂区，西与江汉区接壤，北接东西湖区。全部辖区面积70.25平方公里，常住总人口約97万人，其中农村面积33.54平方公里。中共武汉市委、武汉市人民政府机关、市人大、市政协机关及大部分市级行政职能部门均设在区内；江岸区是武汉市的政治、经济、文化、金融和信息中心。区人民政府驻塔子湖街道興業路145號。

## 历史
江岸区在1861年以前是汉口镇下游的一片旷地，自1861年开埠通商，到1943年的80多年间，曾经有英、法、俄、德、日五个国家在江岸区设立租界，各国商人、传教士到江岸开办了众多的洋行、银行、工厂、码头、教堂和学校。租界内外拥有美国花旗银行、日本上金银行等20余家外国银行和40家本地钱庄，是华中地区物资集散地和全国外贸转口中心之一。江岸区拥有众多富有异国情调的优秀历史建筑。租界时期，电灯、电报等近代公用市政设施首先在江岸区开始出现。江岸区是武汉城市近代化的起点。
20世纪初，由于京汉铁路的建成，在辖区北部刘家庙以东的长江北岸地带设置有汉口江岸火车站以及江岸码头（后武汉港务局江岸作业区）供铁路及长江航运实行水铁联运。名称中的“江岸”便是指长江北岸。久之，“江岸”一词便开始指代刘家庙以东，长江北岸地域。这便是江岸区名“江岸”的一个主要因素。
20世纪上半叶，这里爆发过辛亥革命当中最为惨烈的阳夏保卫战；1923年，江岸铁路工人也在辖区内的江岸站拉响了宣告二七大罢工开始的汽笛，江岸区命名为江岸的另一个因素便是为了纪念以江岸为中心的二七大罢工；1926年到1927年，国民政府迁都武汉，中共中央许多重要部门也迁到辖区办公，使武汉成为全国革命的中心，1927年初通过群众运动收回了英租界；1927年8月7日，中共中央在江岸区召开了中共党史上著名的“八七会议”。

## 人口
武汉市第七次全国人口普查公报显示：江岸常住人口为965260人，男性人口占比49.76%，女性人口占比50.24%，年龄结构中0-14岁占比12.9%，15-59岁占比64.57%，60岁以上占比22.53%，65岁以上占比15.21%。
全区总人口71.11万人（2019）。

## 经济
经济实力迈上新台阶。多项重点经济指标位次前移，居于全市前列。经济总量较快增长，预计2016年完成地区生产总值960亿元，年均增长10.7%。拉动经济增长的“三驾马车”共同发力，全社会固定资产投资达到550亿元，是2011年的2倍；社会消费品零售总额达到595亿元，增幅位居全市前列；外贸出口总额达到27.4亿美元，连续五年位居全市城区第一。经济效益不断增强，地方一般公共财政预算收入达到106.6亿元，比2011年实现倍增。

## 行政区划
| 街道名称       | 面积（平方公里） | 人口（万人） | 社区居委会（个） | 村委会（个） |
| -------------- | ---------------- | ------------ | ---------------- | ------------ |
| 大智街道       | 0.48             | 3.1          | 5                | -            |
| 一元街道       | 21.85            | 6.3          | 8                | -            |
| 车站街道       | 0.44             | 2.9          | 5                | -            |
| 四唯街道       | 0.69             | 3.1          | 6                | -            |
| 永清街道       | 0.75             | 2.5          | 4                | -            |
| 西马街道       | 1.8              | 5.5          | 8                | -            |
| 球场街道       | 0.56             | 3.0          | 5                | -            |
| 劳动街道       | 2.9              | 0.7          | 10               | -            |
| 二七街道       | 3.91             | 6.6          | 14               | -            |
| 新村街道       | 3.7              | 5.6          | 10               | -            |
| 丹水池街道     | 8.61             | 4.5          | 10               | -            |
| 台北街道       | 1.0              | 2.9          | 5                | -            |
| 花桥街道       | 3.0              | 8.2          | 13               | -            |
| 谌家矶街道     | 7.24             | 0.8          | 4                | 3            |
| 后湖街道       | 15.71            | 2.4          | 17               | 6            |
| 塔子湖街道     | 9.6              | 1.4          | 13               | 2            |
| 百步亭花园社区 | 2.0              | 2.5          | 9                | -            |

## 教育
全区拥有各级各类学校共计179所，其中公办104所，民办75所，具体为：幼儿园103所（其中公办35所、民办68所）、小学39所（其中公办38所、民办1所）、初中22所（其中公办19所、民办3所;含九年一贯制学校4所）、高中9所（其中公办8所、民办1所）、中等职业学校5所（其中公办3所、民办2所）、特教学校1所。全区在校学生数共计117345人，其中公办94641人，民办22704人。全区各级各类学校教职工11671人，分别为幼儿园3857人，小学3400人，初中2212人，高中1423人，中职757人，特教22人。
江岸区内的武汉二中，武汉六中，育才高中和武汉七一中学，武汉解放中学为全省、市知名的重点中学。

## 交通
江岸区内有武汉长江二桥、武汉客运港、天兴洲长江大桥、武汉二环线、金桥大道、新荣村客运中心、武汉地铁1号线。主干道有沿江大道、中山大道、江汉路步行街、香港路、解放公园路。

## 旅游

### 租界建筑
江岸区有五国租界：汉口英租界、汉口法租界、汉口俄租界、汉口德租界、汉口日租界。保留了原首善堂、原巴公大楼、原美国领事馆、原法国领事馆、宋庆龄故居等一批优秀历史建筑，现黎黄陂路已整旧复旧。
江岸区聚集了一批中共早期活动遗迹，包括：鄱阳街“八七”会址、友益街中华全国总工会旧址、长春街八路军办事处、解放大道二七纪念馆等。

### 汉口江滩
江岸区的沿江岸线长16.2公里。汉口江滩整治后，江岸区天然的滨江特色日益显现，优美的滨江亲水岸线都具有明显的特色化和很强的吸引力。漫步在整修一新的沿江大道，琏欣赏老租界极具异国风情的建筑物。防洪纪念碑。

## 宗教
- 黄石路基督教荣光堂
- 上海路天主教堂
- 二七街伊斯兰教清真寺
- 佛教古德寺